# Mirko Kovač
Mirko Kovač (Nikšić, Montenegro, 26 de diciembre de 1938 - Rovinj, Croacia, 19 de agosto de 2013) fue un escritor montenegrino nacido en el antiguo Reino de Yugoslavia en la zona que actualmente pertenece al Municipio de Nikšić. Su estilo favorito son las novelas y su obra maestra es Utrobe Vrata od con la que ganó el premio que otorga la Revista NIN en 1978. Vivía en la localidad de Belgrado pero tras la llegada de Slobodan Milošević al poder se trasladó a Rovinj en Croacia, la localidad natal de su esposa.